# Quantité syllabique
En linguistique, la quantité syllabique ou poids syllabique est l'attribution aux syllabes de durées différentes, susceptibles de créer des motifs particuliers en s'assemblant, selon le nombre et/ou la durée des segments dans la rime syllabique. Elle est liée à la quantité vocalique et à l'entourage consonantique.
Une syllabe « lourde » ou « longue » a son noyau syllabique ou sa rime qui peuvent être décomposés en éléments phonétiques plus fins. Le fait pour un noyau d'être composé signifie généralement que la syllabe contient une voyelle longue (voir quantité vocalique) ou une diphtongue. Ce type de syllabe est représenté par l'abréviation CVV (pour « consonne-voyelle-voyelle » bien que cela n'implique pas nécessairement que l'écriture de cette syllabe respecte cette combinaison).
Une syllabe contenant une rime composée est dite « fermée » et contient donc une coda syllabique (une ou plusieurs consonnes à la fin de la syllabe). Ce type de syllabe est représenté par l'abréviation CVC.
Dans certaines langues, les deux syllabes CVV et CVC sont lourdes, et une syllabe possédant une voyelle brève comme noyau et pas de coda (une syllabe CV) est dite « légère » ou « brève ». Dans d'autres langues, seules les syllabes CVV sont lourdes alors que les syllabes CVC et CV sont légères. Enfin, quelques langues distinguent un troisième type de syllabe, de type CVVC (possédant à la fois un noyau composé et une coda) et/ou CVCC (possédant une coda dotée de deux consonnes ou plus), appelé syllabe « extra-lourde » ou « extra-longue ».
En français, on retrouve principalement les trois schémas suivants :
- assemblage consonne + voyelle longue ou diphtongue ou triphtongue (CVV) : syllabe ouverte longue (exemple : [toa]) ;
- assemblage consonne + voyelle brève (CV) : syllabe ouverte brève (exemple : [to]) ;
- assemblage consonne + voyelle brève + coda syllabique (consonne finale) (CVC) : syllabe fermée (exemple : [tok]).

Dans la théorie morique, on analyse les syllabes légères comme constituées d'une seule more, les syllabes lourdes de deux, et les extra-lourdes de trois.
Phénomène essentiellement prosodique, la quantité syllabique joue un rôle plus ou moins important selon la langue considérée. Elle peut notamment être à la base de la localisation de l'accent tonique. Elle donne son nom à la versification quantitative qu'emploient en métrique antique, notamment, le grec ancien et le latin, via la notion de pied.